# Walter Ponce
Walter Benjamín Ponce Gallardo (Santiago del Cile, 4 marzo 1998) è un calciatore cileno, attaccante del Cobreloa.

## Carriera
Dopo un trascorso nelle giovanili del Granada, dal 2016 al 2021 ha giocato con varie squadre squadre tra la massima serie e la seconda divisione cilena; per la stagione 2022 firma con i canadesi del Valour.

## Statistiche

### Presenze e reti nei club
Statistiche aggiornate al 9 aprile 2022.
| Stagione        | Squadra             | Campionato      | Campionato | Campionato | Coppe nazionali | Coppe nazionali | Coppe nazionali | Coppe continentali | Coppe continentali | Coppe continentali | Altre coppe | Altre coppe | Altre coppe | Totale | Totale |
| Stagione        | Squadra             | Comp            | Pres       | Reti       | Comp            | Pres            | Reti            | Comp               | Pres               | Reti               | Comp        | Pres        | Reti        | Pres   | Reti   |
| --------------- | ------------------- | --------------- | ---------- | ---------- | --------------- | --------------- | --------------- | ------------------ | ------------------ | ------------------ | ----------- | ----------- | ----------- | ------ | ------ |
| 2015-2016       | Palestino           | PD              | 3          | 0          | CC              | 4               | 0               |                    | -                  | -                  |             | -           | -           | 7      | 0      |
| 2016-2017       | Palestino           | PD              | 0          | 0          | CC              | -               | -               |                    | -                  | -                  |             | -           | -           | 0      | 0      |
| 2017            | Univ. de Concepción | PD              | 11         | 0          | CC              | -               | -               |                    | -                  | -                  |             | -           | -           | 11     | 0      |
| 2018            | Univ. de Concepción | PD              | 17         | 5          | CC              | 1               | 0               |                    | -                  | -                  |             | -           | -           | 18     | 5      |
| 2019            | Univ. de Concepción | PD              | 6          | 0          | CC              | 2               | 0               | CL                 | 1                  | 0                  |             | -           | -           | 9      | 0      |
| 2019            | Dep. La Serena      | 1B              | 1          | 0          | CC              | -               | -               |                    | -                  | -                  |             | -           | -           | 1      | 0      |
| 2020            | Dep. La Serena      | PD              | 18         | 1          | CC              | -               | -               |                    | -                  | -                  |             | -           | -           | 18     | 1      |
| 2021            | Barnechea           | 1B              | 8          | 0          | CC              | 2               | 1               |                    | -                  | -                  |             | -           | -           | 10     | 1      |
| 2022            | Valour              | CPL             | 0          | 0          | CC              | -               | -               |                    | -                  | -                  |             | -           | -           | 0      | 0      |
| Totale carriera | Totale carriera     | Totale carriera | 64         | 6          |                 | 9               | 1               |                    | 1                  | 0                  |             | -           | -           | 74     | 7      |